# TVN (Polonia)
TVN es un canal de televisión privado de Polonia, perteneciente al Grupo TVN. Se trata de un canal generalista que emite informativos, programas de entretenimiento, series y telerrealidad. 

## Historia
El 15 de octubre de 1996, TVN recibió una licencia del Consejo Nacional de Radiodifusión para emitir su canal de televisión, con cobertura en el norte y centro de Polonia. Unos meses más tarde, se firmó un acuerdo entre TVN y Telewizją Wisła, un canal con cobertura en el sur de Polonia. Al unir fuerzas, los canales pudieron cubrir gran parte del país, incluidas casi todas las principales ciudades polacas. Sin embargo, ambos canales pertenecían a empresas independientes con un propietario común. Esta situación duró hasta finales de 2004, cuando TVN absorbió Telewizją Wisła. 
TVN inició emisiones el 3 de octubre de 1997. Sin embargo, a lo largo de su historia, el canal tuvo dificultades para llegar a todo el país, ya que en sus primeros meses, los altos costos de adquirir contenido extranjero llevaron a TVN a intentar encontrar una estrategia para su programación, ya que tanto TVP como Polsat habían ocupado una parte significativa de los ingresos de importación. Un año después de su lanzamiento, el canal se vio plagado de bajos índices de audiencia, problemas de gestión y problemas regulatorios, así como los conflictos entre ITI y CME y la rescisión de su licencia de emisión en el norte de Polonia. El canal fue adquiriendo programas de producción propia y programas de telerrealidad, como Big Brother, que marcó un récord de audiencia para el canal, ya que el 17 de junio de 2001, la gran final de la primera edición fue vista por 9 millones de espectadores. 
El 23 de septiembre de 2001, TVN se convirtió en la primera cadena de televisión de Polonia en emitir en directo la noche de las elecciones parlamentarias. Los resultados de las encuestas de TVN demostraron ser más rápidos y precisos que los presentados por TVP. 
En 2004, el canal cubría el 86% del país. Desde entonces, TVN cotiza en la Bolsa de Varsovia. 
Del 2 al 4 de septiembre de 2005, TVN organizó su primer Festival de Sopot. El contrato para organizar el evento se firmó por cinco años. Tras su expiración en 2009, TVN se retiró de la organización del evento. 
El 28 de agosto de 2007, TVN empezó a emitir en HD.
El 15 de diciembre de 2008, TVN fue la última cadena de televisión polaca en poner fin a sus emisiones analógicas por satélite. El 15 de junio de 2011, el canal empezó a emitir en formato 16:9 y el 17 de junio de 2013, TVN desconectó los últimos transmisores terrestres analógicos. Desde entonces, el canal emite en televisión digital terrestre. 
El 16 de marzo de 2015, TVN anunció la venta de una participación del 52,7% a la emisora estadounidense Scripps Networks Interactive por 584 millones de euros, sujeta a la aprobación regulatoria. En julio de 2015, Scripps Networks Interactive compró TVN por 584 millones de euros. Scripps Networks Interactive fue, a su vez, adquirida por Discovery, Inc. por 14.600 millones de dólares, en una venta completada el 6 de marzo de 2018.
El 7 de julio de 2021, el Sejm inició el proceso legislativo para la presentación e implementación de un proyecto de ley que modifica la Ley de Radiodifusión de Polonia. El proyecto pretendía suspender la concesión de licencias de radiodifusión a entidades fuera del Espacio Económico Europeo cuyas acciones en una empresa propietaria de un canal de televisión de Polonia superen el 49%. Durante una votación en la sesión del Sejm el 11 de agosto de 2021, el proyecto de ley (también conocido como Ley Anti-TVN) fue aprobado por el Sejm y enviado al Senado. De haberse implementado la enmienda, la empresa matriz de la cadena, Discovery, Inc., habría estado obligada a vender, al menos, el 51% de sus acciones a una o varias entidades que cumplieran los requisitos de la ley modificada. Sin embargo, el 27 de diciembre de 2021, Andrzej Duda decidió vetar la enmienda.
El 1 de marzo de 2024, el canal adoptó su actual imagen corporativa.

## Programación
- Fakty
- Uwaga!
- Superwizjer
- Dzień dobry TVN
- Dzień dobry wakacje
- Kuba Wojewódzki
- Autentyczni
- Co za tydzień
- Kobieta na krańcu świata
- Maja w ogrodzie
- Na Wspólnej
- Detektywi
- Ukryta prawda
- The Floor
- Mam talent!
- You Can Dance – Po prostu tańcz!
- MasterChef
- Top Model
- Kuchenne rewolucje

## Canales hermanos
TVN pertenece al Grupo TVN, quien también posee los siguientes canales:
- TVN 7: canal que emite series, películas y programas de entretenimiento. Emite desde el 1 de marzo de 2002.
- TTV: canal que emite informativos, programas de entretenimiento, series y telerrealidad. Emite desde el 2 de enero de 2012.
- TVN24: canal de noticias. Emite desde el 9 de agosto de 2001.
- TVN24 BiS: canal de noticias. Emite desde el 1 de enero de 2014.
- TVN Style: canal dirigido al público femenino. Emite desde el 1 de agosto de 2004.
- HGTV: canal que se enfoca en programas dirigidos a mejoras del hogar y del jardín, mantenimiento, renovación, remodelación interior y decoración de interiores. Emite desde el 7 de enero de 2017.
- Travel Channel: la señal polaca del canal pertenece al Grupo TVN.
- Food Network: canal dedicado a la gastronomía y la cocina. Emite desde el 22 de noviembre de 2012.
- TVN Turbo: canal que emite programas de la industria automotriz, deportes y documentales. Emite desde el 12 de diciembre de 2003.
- TVN Fabuła: canal que emite series y películas. Emite desde el 16 de abril de 2015.
- TVN International: canal internacional dirigido a la diáspora polaca. Emite desde el 29 de abril de 2004.
- TVN International Extra: canal internacional dirigido a la diáspora polaca. Emite desde el 4 de febrero de 2015.

## Imagen corporativa

1997 - 2024
Desde 2024